# ABC Color
ABC Color ist eine 1967 gegründete Tageszeitung aus Paraguay. Es war die erste farbig gedruckte und überregional vertriebene Zeitung des Landes. Das Internetangebot der Zeitung ist die meistbesuchte online-Nachrichtenseite des Landes. Die Zeitung und die angeschlossenen Medien gehören dem Unternehmen Editorial Azeta S.A. in Asunción.

## Geschichte
Zunächst stand sie der Paraguayischen Militärdiktatur positiv gegenüber. Dies änderte sich Ende der 1970er Jahre und ihr Herausgeber Aldo Zuccolillo wurde 1983 für einige Zeit inhaftiert. Im folgenden Jahr wurde die Zeitung vom Innenministerium verboten und den Journalisten untersagt, für andere Medien zu arbeiten.
Nach Ende der Diktatur wurde der Betrieb 1989 wieder aufgenommen.
Im Jahr 2014 wurden die Journalisten Pablo Medina und Antonia Almada während Recherchen über Drogenhandel ermordet.

## Weitere mediale Angebote
Seit 1996 gibt es eine online-Ausgabe ABC Digital, die meistbesuchte Nachrichtenseite aus Paraguay im Internet.
Seit 2016 wird ferner der Radiosender ABC Cardinal AM betrieben und seit 2017 ABC TV.